# 桑霍爾恩島
67°06′13″N 14°04′34″E / 67.1035°N 14.0760°E

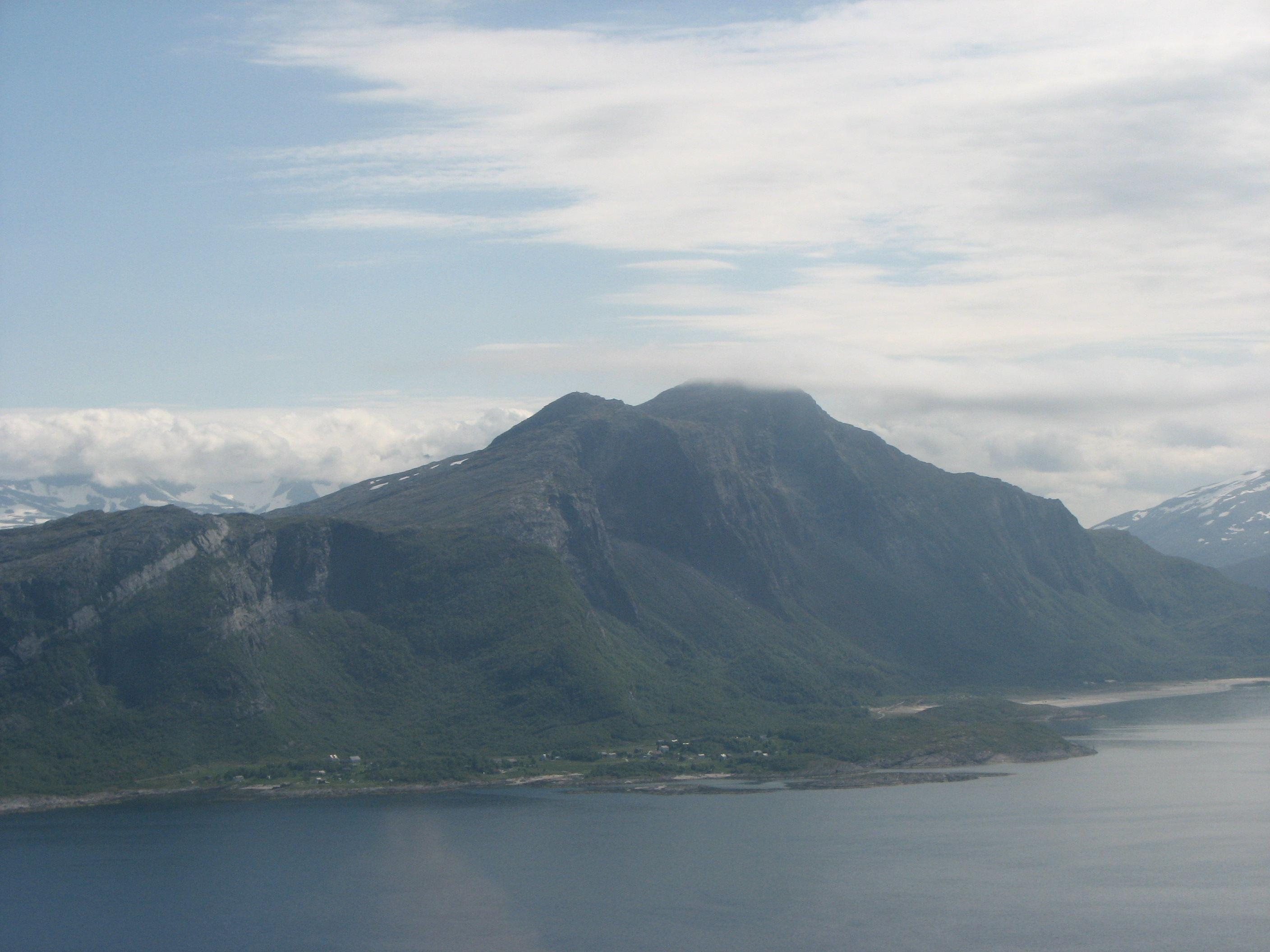

桑霍爾恩島是挪威的島嶼，位於該國西北部挪威海，由諾爾蘭郡負責管轄，長22公里、寬8.5公里，面積103平方公里，最高點海拔高度993米，人口約400。